# Themira maculitarsis
Themira maculitarsis är en tvåvingeart som beskrevs av Charles Howard Curran 1929. Themira maculitarsis ingår i släktet Themira och familjen svängflugor.
Artens utbredningsområde är Québec. Inga underarter finns listade i Catalogue of Life.